# Heliotropismo
En botánica, el heliotropismo es el conjunto de movimientos de los vegetales que dirigen sus hojas y flores en dirección al Sol. 
El heliotropismo es un tipo del fototropismo (la reacción de un organismo frente a una fuente de luz).
Las flores heliotrópicas realizan un movimiento apuntando al Sol, a través del cielo, de este a oeste. Y, durante la noche, realizan movimientos azarosos para inclinarse, al amanecer, nuevamente hacia el oriente, por donde el Sol nace. Esta conducta la exhibe, por ej., el Helianthus annuus o más comúnmente conocido como Girasol, planta alpina. El movimiento es realizado por células motores en un segmento flexible justo debajo de la flor, llamado pulvinus. Esas células motoras se especializan en bombear iones potasio dentro de los tejidos, cambiando la presión de turgencia. El segmento se flexiona porque las células motoras del lado sombrío se elongan debido a los tejidos turgentes. 
El heliotropismo es, en realidad, una respuesta a la luz azul. De hecho, si durante la noche una especie heliotrópica es cubierta con una cobertura transparente para el rojo pero que bloquee la luz azul, la planta no se moverá en absoluto cuando el Sol salga. En contraste, si se cubre con una cobertura transparente para el azul, la planta podrá orientarse hacia el Sol.
Quien describió por primera vez el fenómeno del heliotropismo fue Leonardo da Vinci (junto al geotropismo) en sus estudios botánicos. 
El término actual "heliotropismo" fue introducido en los 1800s por A. P. de Candolle, para referirse al crecimiento del ápice del tallo hacia la luz (que ahora se denomina fototropismo). Sin embargo, el término heliotropismo es usado solamente para la atracción solar, que es diferente al fototropismo (o crecimiento heliodireccional), pues el movimiento heliotrópico refiere a un cambio temporal de orientación, revirtiéndose durante la oscuridad de la noche.